# Philipp Walsleben
Philipp Walsleben, né le 19 novembre 1987 à Potsdam, est un coureur de cyclo-cross allemand, professionnel de 2008 à 2021.

## Biographie
Philipp Walsleben naît le 19 novembre 1987 à Potsdam en Allemagne.
Philipp Walsleben entre dans l'équipe Palmans Cras, puis est recruté en 2009 par l'équipe BKCP-Powerplus. Son jeune frère Max Walsleben est professionnel dans l'équipe Nutrixxion Abus en 2013 et Stuttgart en 2014.
En février 2015, il termine neuvième des mondiaux de cyclo-cross.
Il met un terme à sa carrière en fin d'année 2021.

## Palmarès en cyclo-cross
- 2003-2004

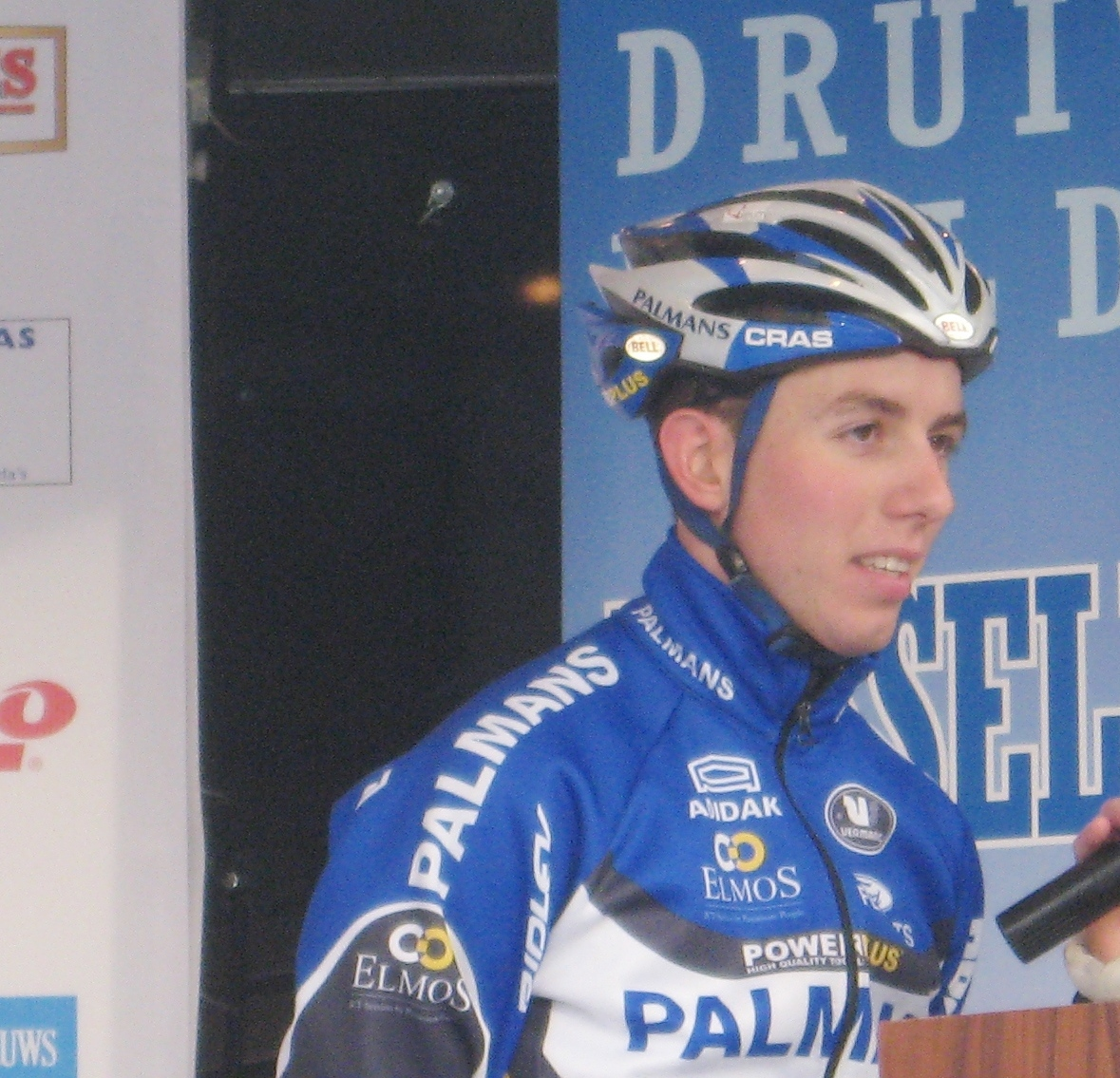
Philipp Walsleben en 2008.

  - 2e du championnat d'Allemagne de cyclo-cross cadets
- 2004-2005
  -  Champion d'Allemagne de cyclo-cross juniors
  - 9e du championnat d'Europe de cyclo-cross juniors
- 2005-2006
  - 9e du championnat d'Europe de cyclo-cross espoirs
- 2006-2007
  -  Champion d'Allemagne de cyclo-cross espoirs
  - 5e du championnat du monde de cyclo-cross espoirs
- 2007-2008
  - Coupe du monde espoirs #2, Milan
  - Superprestige espoirs #3, Asper-Gavere
  - Superprestige espoirs #4, Gieten
  - Trophée GvA espoirs #3, Hasselt
  -  Médaillé d'argent au championnat d'Europe de cyclo-cross espoirs
- 2008-2009
  -  Champion du monde de cyclo-cross espoirs
  -  Champion d'Europe de cyclo-cross espoirs
  -  Champion d'Allemagne de cyclo-cross
  - Classement général de la Coupe du monde de cyclo-cross espoirs
    - Coupe du monde espoirs #1, Tábor
    - Coupe du monde espoirs #2, Pijnacker
    - Coupe du monde espoirs #3, Heusden-Zolder
    - Coupe du monde espoirs #4, Roubaix

  - Classement général du Superprestige espoirs
    - Superprestige espoirs #1, Ruddervoorde
    - Superprestige espoirs #3, Asper-Gavere
    - Superprestige espoirs #4, Hamme-Zogge
    - Superprestige espoirs #6, Diegem
    - Superprestige espoirs #7, Hoogstraten
    - Superprestige espoirs #8, Vorselaar

  - Classement général du Trophée Gazet van Antwerpen espoirs
    - Trophée GvA espoirs #1, Koppenbergcross
    - Trophée GvA espoirs #3, Hasselt
    - Trophée GvA espoirs #4, Essen
    - Trophée GvA espoirs #6, Baal

  - Frankfurter Rad-Cross, Francfort-sur-le-Main
  - Stevens Cyclocross Cup, Hambourg
  - Cross im Park, Berlin
- 2009-2010
  -  Champion d'Allemagne de cyclo-cross
  - Internationaler Rad-Cross, Francfort-sur-le-Main
- 2010-2011
  -  Champion d'Allemagne de cyclo-cross
  - 5e du championnat du monde de cyclo-cross
  - 8e de la Coupe du monde
- 2011-2012
  - 2e du championnat d'Allemagne de cyclo-cross
  - 9e du championnat du monde de cyclo-cross
- 2012-2013
  -  Champion d'Allemagne de cyclo-cross
  - 5e du championnat du monde de cyclo-cross
- 2013-2014
  -  Champion d'Allemagne de cyclo-cross
  - Süpercross Baden, Baden
  - Internationale Cyclo-Cross Rucphen, Rucphen
  - 2e de la Coupe du monde
- 2014-2015
  - 9e du championnat du monde de cyclo-cross
- 2015-2016
  -  Champion d'Allemagne de cyclo-cross
- 2016-2017
  - 3e du championnat d'Allemagne de cyclo-cross
- 2017-2018
  - Toi Toi Cup #1, Slaný

## Palmarès sur route

### Par années
- 2008[1]
  - 3e étape du Tour de Namur
- 2011

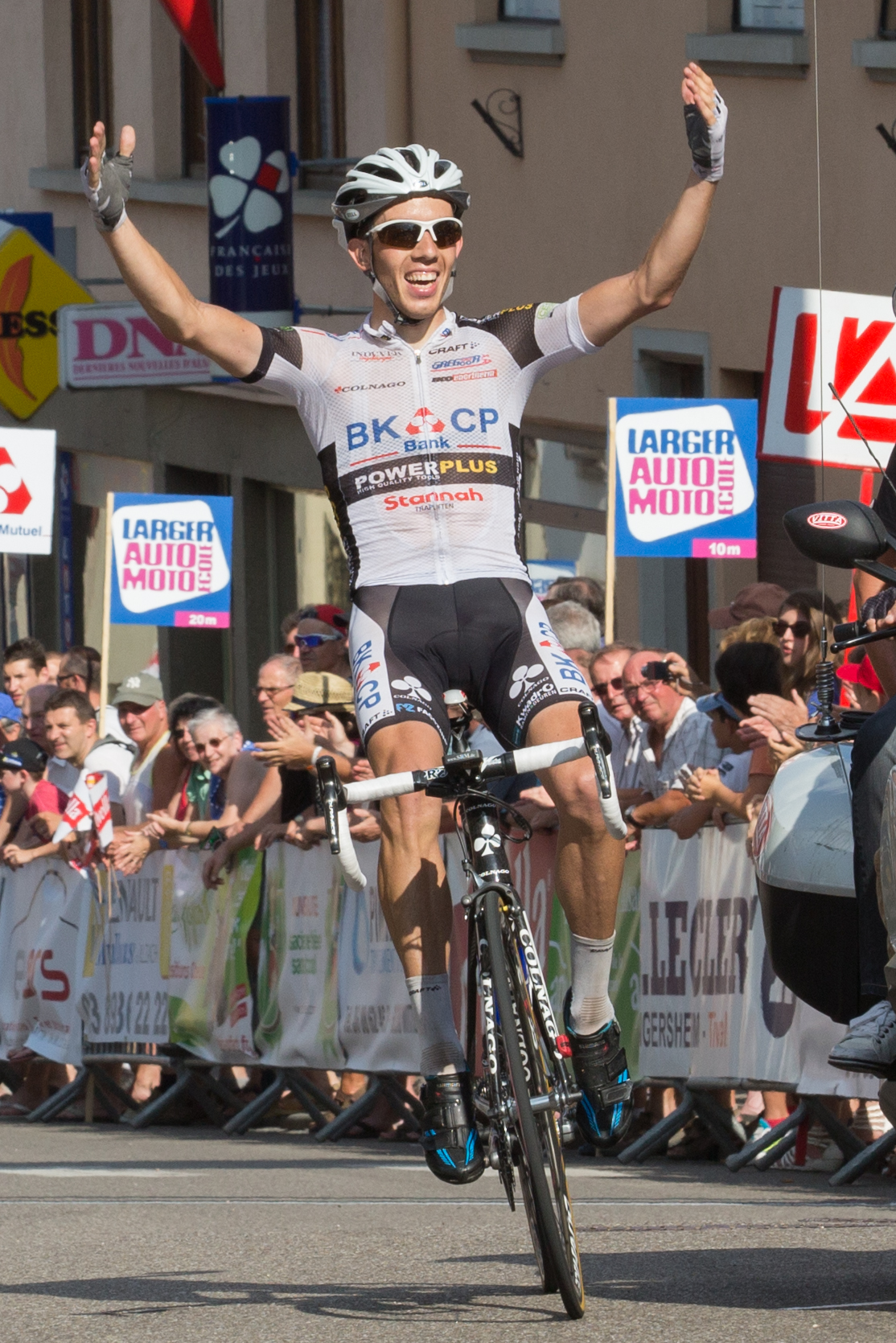
Philipp Walsleben remporte la 3e étape du Tour Alsace à Bischoffsheim le 25 juillet 2013.

  - 3e étape de la Mi-août en Bretagne
- 2013
  - Baltic Chain Tour :
    - Classement général
    - 1re étape

  - 3e étape du Tour Alsace
  - 3e du Tour Alsace
- 2015
  - 2e du Circuit de Wallonie
- 2018
  - Bałtyk-Karkonosze Tour :
    - Classement général
    - 3e étape

  - Tour du Sachsenring
  - 3e du Tour de Düren
  - 3e du championnat d'Allemagne de la montagne
  - 3e du Tour de Vysočina
- 2021
  - 1re étape des Boucles de la Mayenne
  - 4e étape de l'Arctic Race of Norway
  - 2e des Boucles de la Mayenne

### Classements mondiaux
| Année                                 | 2010 | 2011 | 2012 | 2013 | 2014 | 2015 | 2016 | 2017  | 2018  | 2019 | 2020  | 2021 |
| ------------------------------------- | ---- | ---- | ---- | ---- | ---- | ---- | ---- | ----- | ----- | ---- | ----- | ---- |
| Classement mondial                    |      |      |      |      |      |      | nc   | 2192e | 1251e | 812e | 1956e | 295e |
| UCI Europe Tour                       | 919e | 947e | nc   | 167e | 968e | 351e | nc   | 1418e | 775e  | 592e | 1428e | 249e |
|                                       |      |      |      |      |      |      |      |       |       |      |       |      |
| Légende : nc = non classéSource : UCI |      |      |      |      |      |      |      |       |       |      |       |      |

## Palmarès en VTT
- 2005[1]
  -  Champion d'Allemagne de cross-country juniors